# Neope pulaha
Neope pulaha är en fjärilsart som beskrevs av Moore 1857. Neope pulaha ingår i släktet Neope och familjen praktfjärilar. Inga underarter finns listade i Catalogue of Life.